# Place de Malte
La place de Malte ou place Maltaise (en tchèque, Maltézské náměstí) est située dans le quartier baroque de Malá Strana à Prague. La place historique avec de nombreux monuments doit son nom à l'Ordre de Saint-Jean de Jérusalem qui possédait le siège de son Ordre depuis 1530 dans l’île de Malte et qui se trouve depuis le XIIe siècle dans la partie nord-est de la place. La place est également connue pour avoir servi de lieu de tournage dans le célèbre film Amadeus de Milos Forman.

## Histoire
La place de Malte, de forme irrégulière, est située en dehors de la partie la plus ancienne du château et des premiers remparts de la ville. Sur le versant sud, sur la route qui part de Smíchov, se trouvait le village de Nebovidy, au nord à partir du XIIe siècle, la forteresse des Chevaliers de Malte située à l'église de la Vierge Marie sous la chaîne qui contrôlait l'accès au pont Judith. Une partie de la ville est devenue la place sous Charles IV, lorsque le quartier de Mala Strana a été agrandi par la construction du mur de la Faim. Les différentes parties de la place irrégulière ont été réunies sous un nom unique en 1870.

## Bâtiments
- Bâtiments de l'Ordre de Malte : Eglise Notre-Dame-sous-la-chaîne, Palais du Grand Prieuré
- Maison de la Licorne Dorée - un ancien hôtel de renom où vécut brièvement le célèbre compositeur Ludwig van Beethoven
- Maison de l'ancien bureau de poste - bureau de poste établi sous Rodolphe II, il était de 1622 à 1723 le bureau de poste principal de Prague
- Palais de la Straka de Nedabylice
- Palais Turb
- Palais Nostitz
- Jardin Nosticova
- sculpture de Jean-Baptiste avec des anges et des reliefs - par Ferdinand Maxmilián Brokoff
- Le banc Václav Havel - conçu par Bořek Šípek, est constitué d'une table autour d'un tronc d'arbre et de deux chaises symbolisant le dialogue [1]

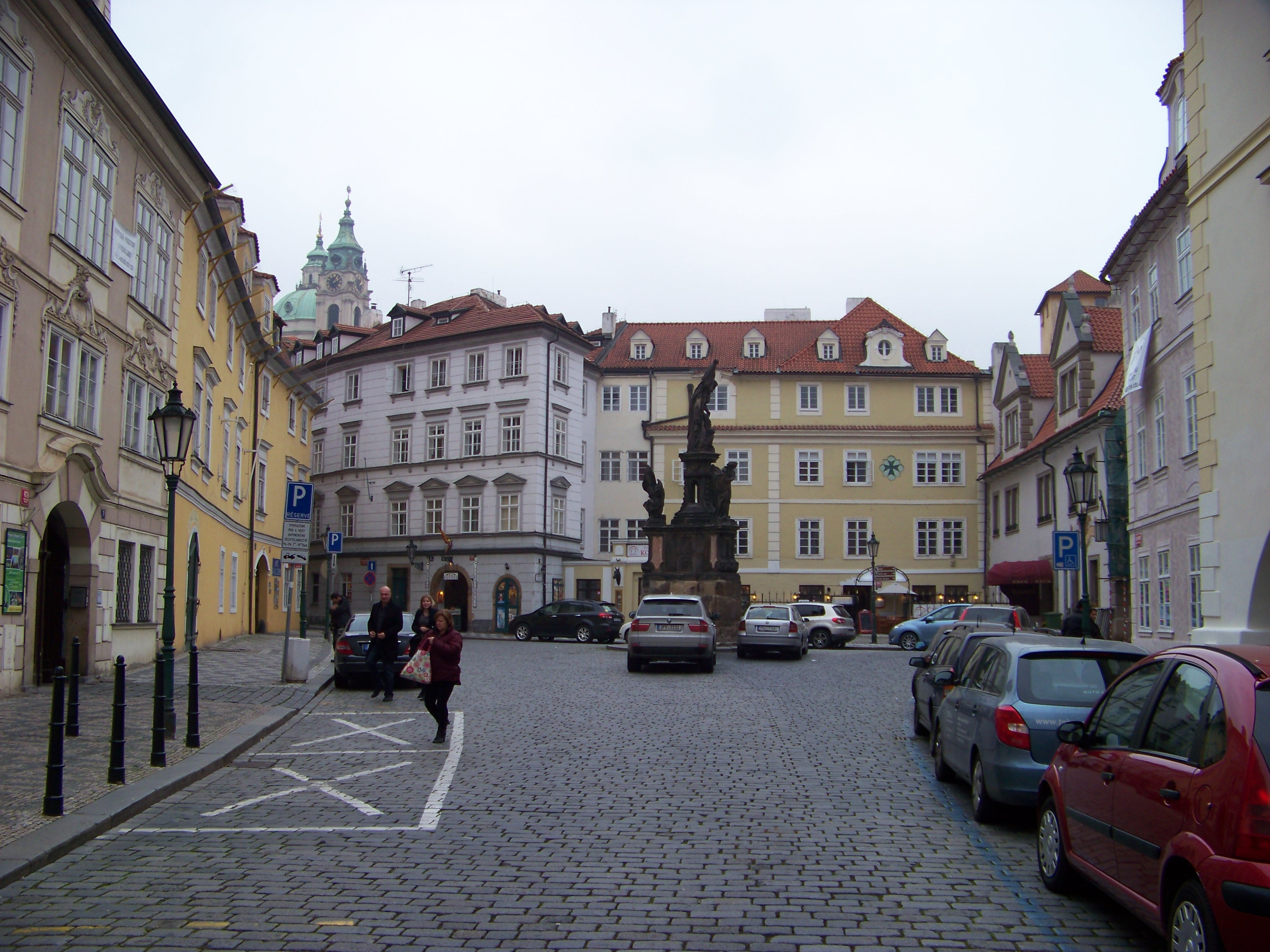
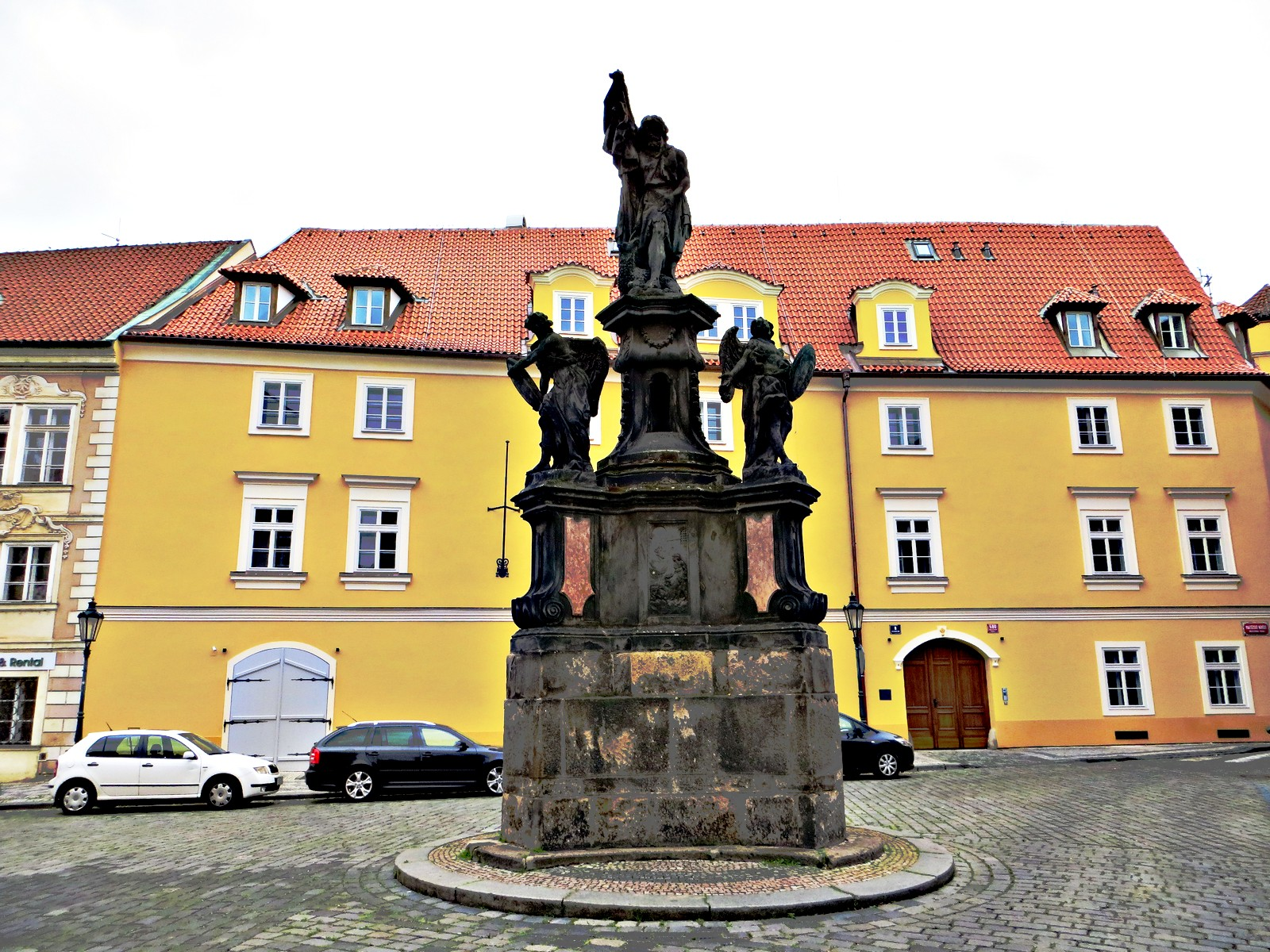
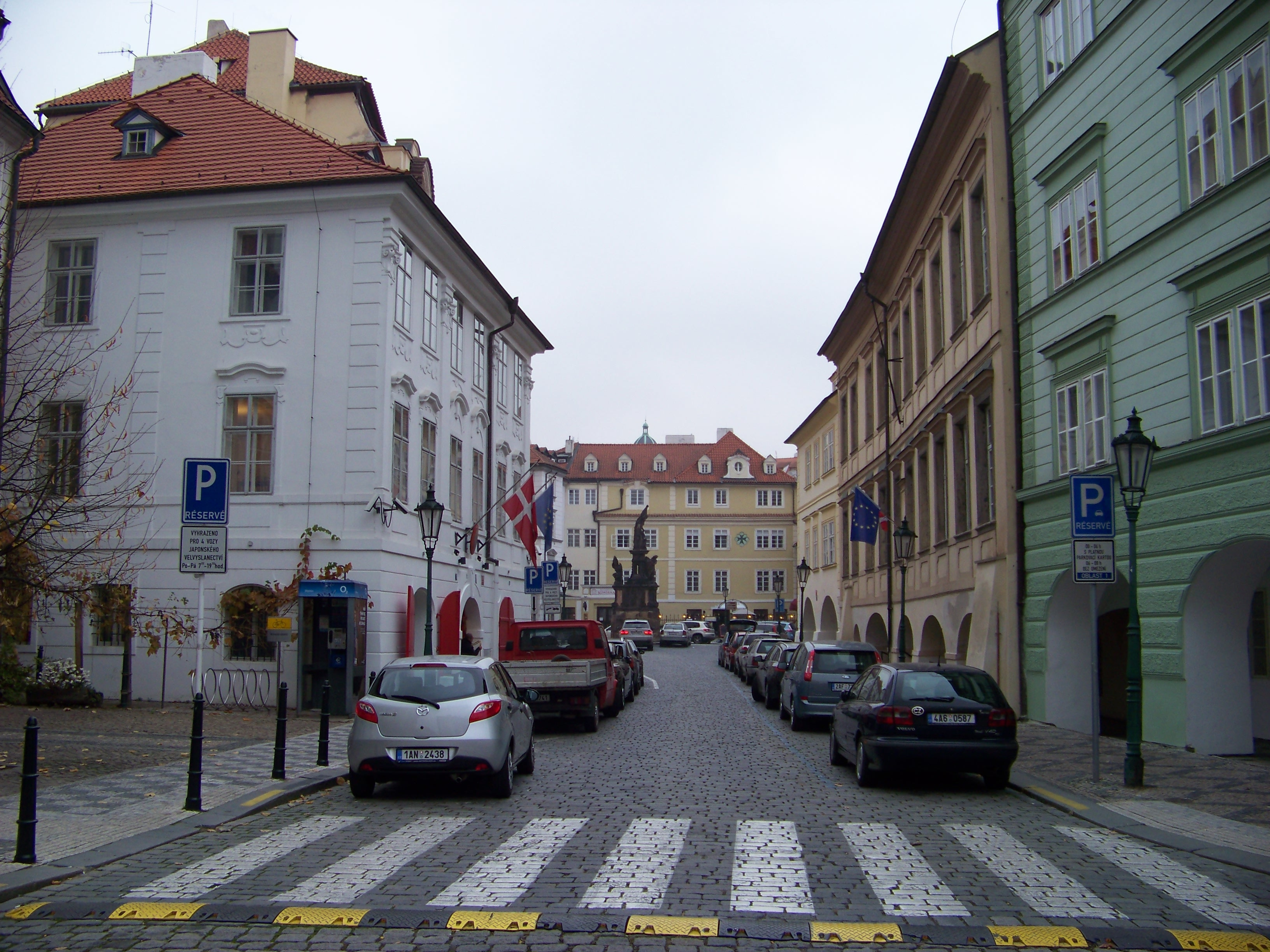
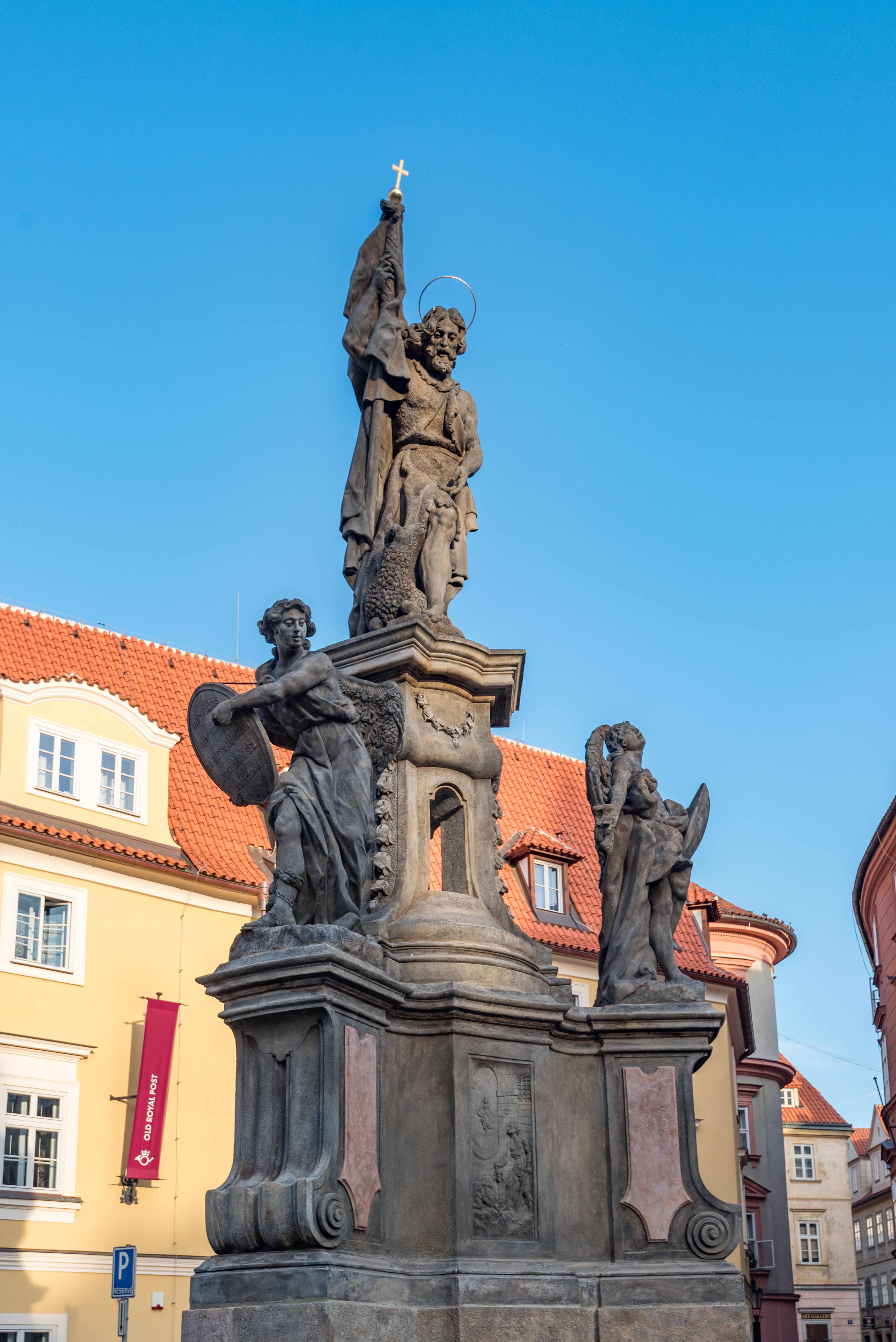

## Institutions

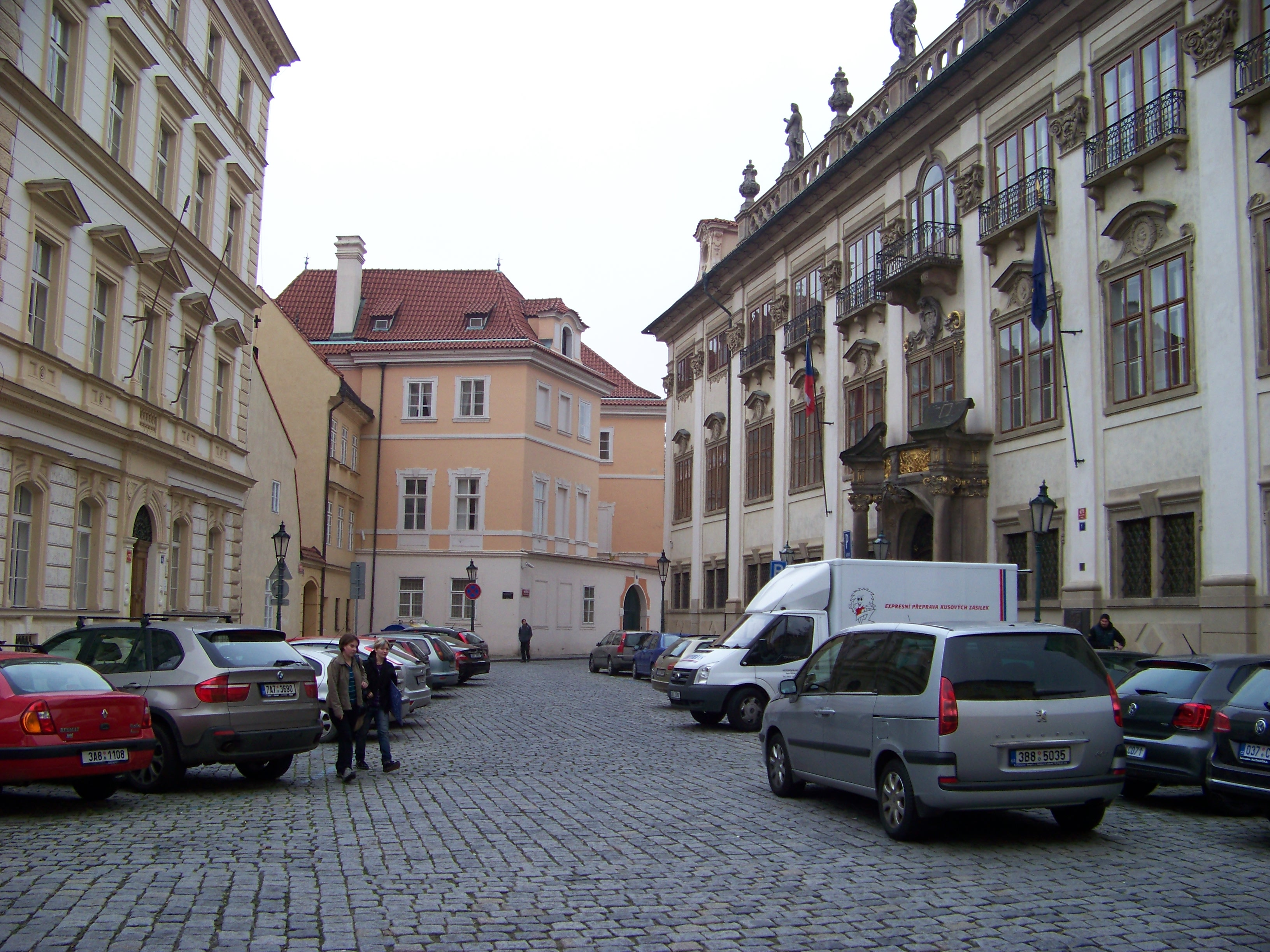
La partie sud devant le palais Nostitz (à droite).

- Ministère de la Culture de la République tchèque - au palais Nostitz
- Ambassade du Danemark
- Ambassade du Japon - au Palais Turb
- Institut Jan Deyl - Conservatoire pour les malvoyants, dans le palais Straka de Nedabylice

## Liens
1. ↑  http://www.rozhlas.cz/zpravy/politika/_zprava/v-praze-bude-lavicka-vaclava-havla-ma-upozornovat-na-nutnost-dialogu--1345611